# الطائر الأزرق
الطائر الأزرق أو بَلَنْصَاة أو كاسر الجوز الأزرق (بالإنجليزية: Blue nuthatch)‏ من الطيور الجميلة المتوسطة الحجم، وقياس طوله هو 13.5 سم يتميز باللون الأزرق والبنفسجي الفاتح.
يوجد ثلاثة أنواع منه، الطائر الأزرق الذي يعيش بصفة اساسية في قارة أمريكا الشمالية وطائر الأزرق الشرقي والطائر الأزرق الغربي والطائر الأزرق الجبلي.
1. الطائر الأزرق الشرقي : يعيش في شبه جزيرة الملايو وإندونيسيا في سومطرة وشرق جبال روكي بداية من كندا حتى المكسيك وهندوراس.
2. الطائر الأزرق الغربي: يعيش في غرب جبال روكي من كندا إلى المكسيك.
3. الطائر الأزرق الجبلي: يعيش في غرب أمريكا الشمالية على ارتفاعات كبيرة تصل إلى 2133 متر، له لون خاص جدا كما له رأس أسود[ ؟ ] داكن الأجزاء العليا زرقاء أكثر، الحلق والصدر لونهما أبيض أو برتقالي، الريش واضح عموما،يتغذى هذا الطائر على اللافقاريات الصغيرة الموجودة على الأشجار.[6]

## معلومات دقيقة
- يُراوح حجمُ الطائر الأزرق بين 16.5 و 19 سم ووزنه يُراوح وزنُه بين 24 - 31 جرام
- متوسط عمر الطائر الأزرق في البرية 6 - 10 سنوات.
- يجب الطائر الأزرق العيش في الأراضي المفتوحة والاشجار المتناثرة،

## موسم التزاوج
موسم التزاوج للطائر الأزرق يكون بين فصلي الربيع والصيف حيث يقوم ببناء الاعشاش على شكل وعاء صغير وتضع الإناث اربع أو خمس بيض[ ؟ ]ات في المرة الواحدة وتقوم باحتضانهم لمدة اسبوعين تقريبا، وبعد ذلك يظل الصغار في العش ويقوم والديهم برعايتهم لمدة 15 - 20 يوم اضافيا حتى يستطيعوا الاعتماد على انفسهم، الطائر الأزرق كان منتشرا إلى حد كبير ولكن انخفضت اعداده بطريقة ملحوظة خلال القرن الماضي

## تغذية
العصفور الأزرق أو الطائر الأزرق هو من الطيور النشيطة جدا، ودائما تتحرك على الأقل ستة مرات في اليوم في مجموعات صغيرة في أغلب احيان، أو اتختلط في قطعان من الطيور
يعتبر الطائر الأزرق من الطيور أكلة النبات والحيوان حيث يتغذى على الفواكه الصغيرة وعلى اللافقاريات، والحشرات من نوع Trachypholis، (إلاتريداي، (eumolpinae) اليسروع، العث، والعناكب. ويعتبر الطائر الأزرق فريسة لبعض الحيوانات الأخرى مثل الثعابين والقطط وحيوانات الراكون[ ؟ ].

## معرض صور

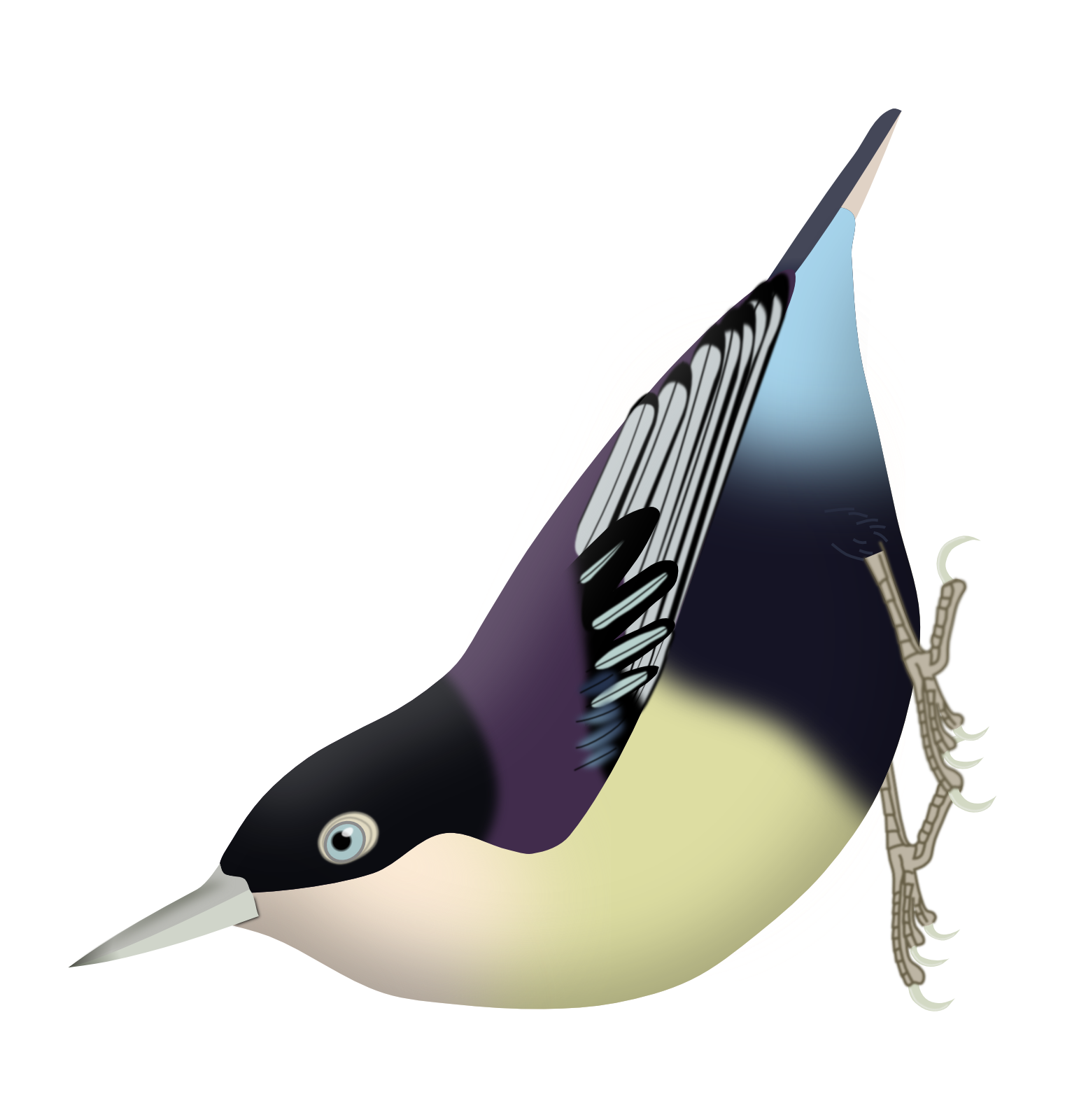
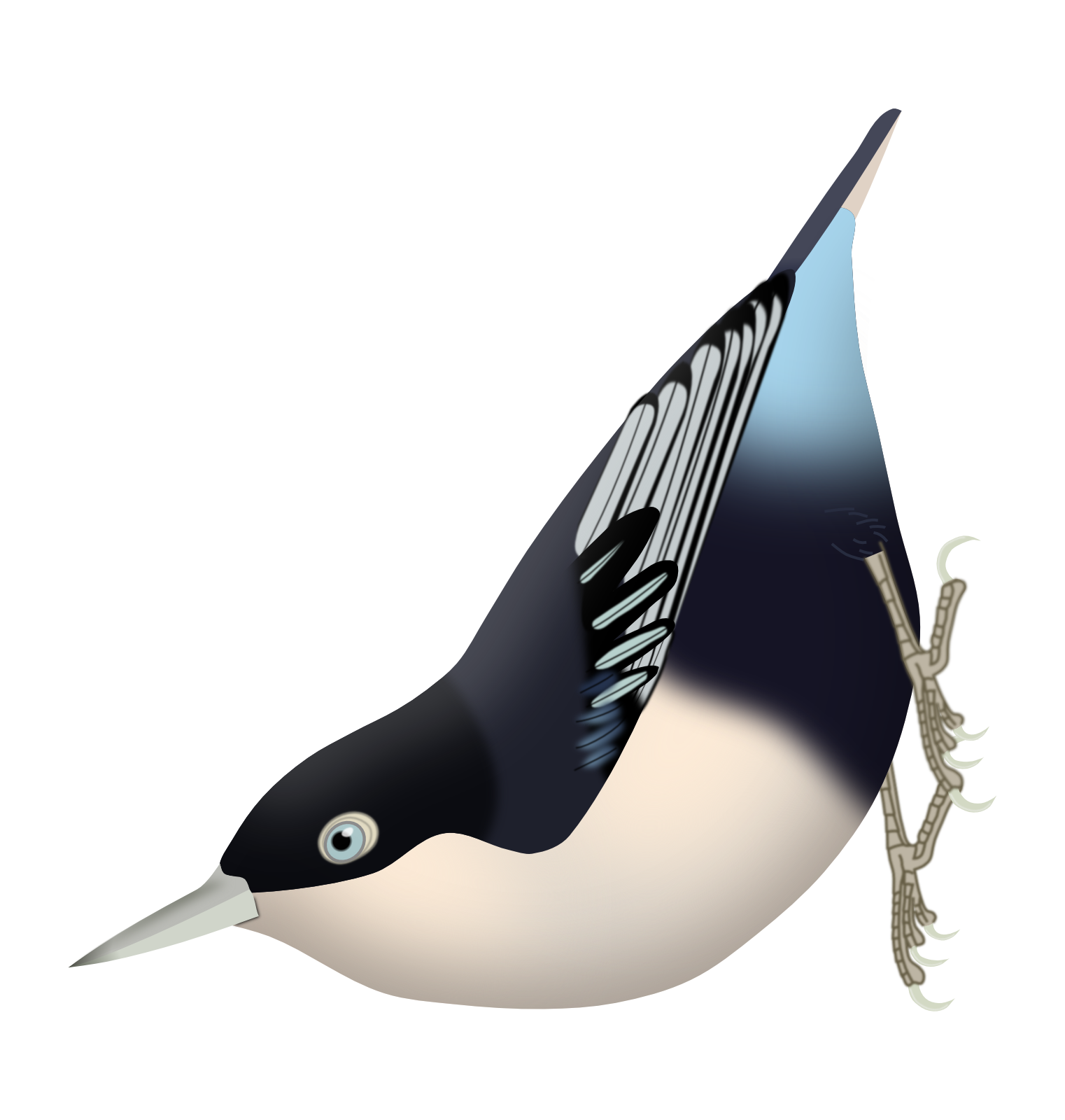
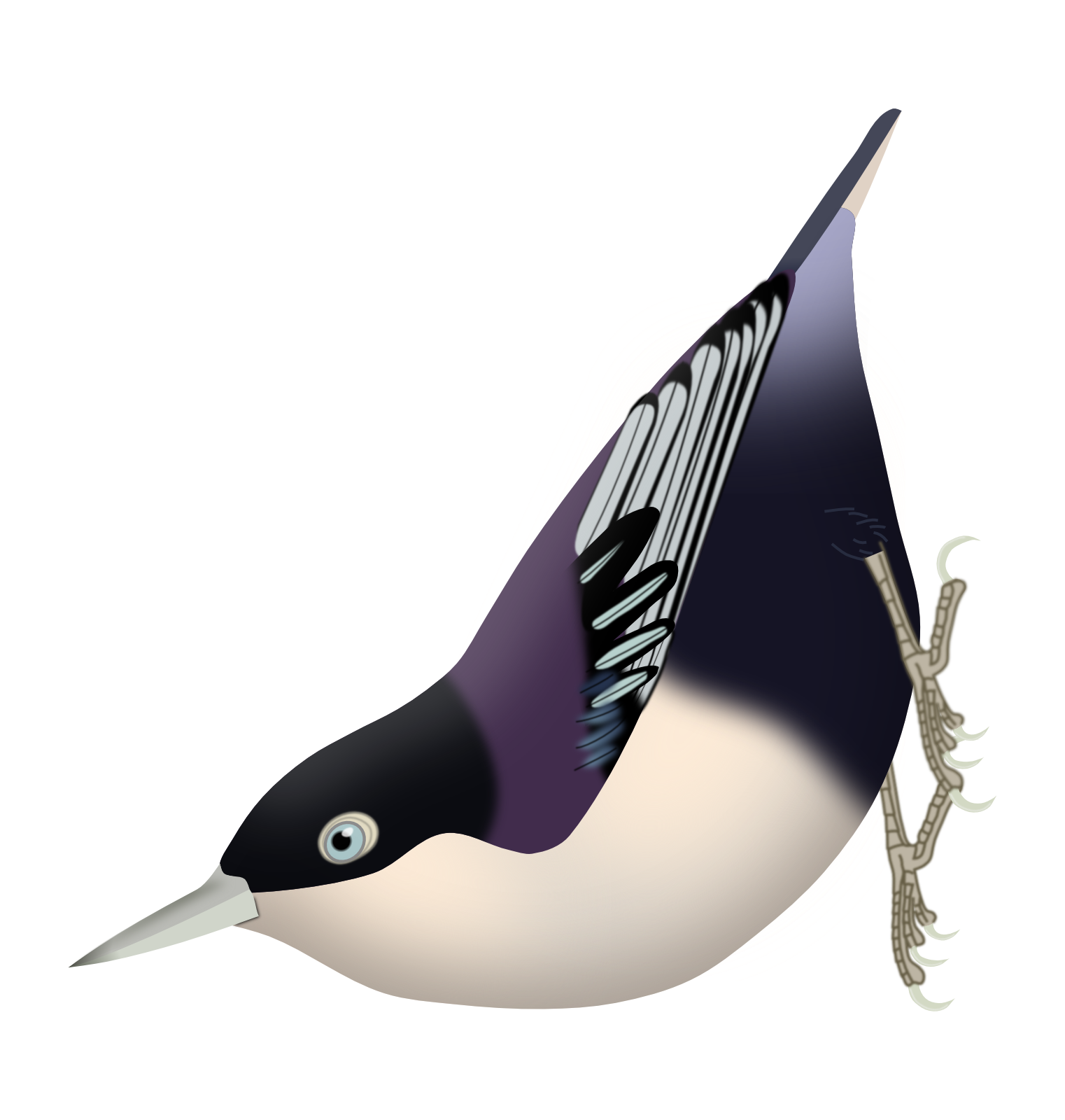